# Aïn Oussera
Aïn Oussera ou Aïn Oussara (em árabe: عين وسارة) é uma cidade e comuna localizada na província de Djelfa, Argélia. Segundo o censo de 2008, a população total da cidade era de 101 239 habitantes.